# Virginia Abernethy
Virginia Abernethy (nacida el 4 de octubre de 1934) es una antropóloga y activista estadounidense. Es profesora emérita de psiquiatría en la Facultad de Medicina de la Universidad de Vanderbilt. Ha publicado investigaciones sobre demografía de la población e inmigración. Se presentó como candidata a la vicepresidencia de Estados Unidos en 2012 junto a Merlin Miller por el partido American Third Position, un partido que promueve el supremacismo blanco. Ha sido descripta como supremacista blanca.

## Primeros años
Virginia Deane Abernethy nació en 1934 en Cuba de padres estadounidenses. Se crio en Argentina y en la ciudad de Nueva York, siendo educada en la Riverdale Country School de Nueva York. Se licenció en el Wellesley College, obtuvo un máster en la Universidad de Vanderbilt y se doctoró en el Departamento de Relaciones Sociales de la Universidad de Harvard en 1970.

## Carrera y opiniones
Abernethy fue investigadora posdoctoral y miembro del profesorado de la Facultad de Medicina de Harvard a principios de los años setenta. Después trabajó en el Departamento de Psiquiatría de la Facultad de Medicina de Vanderbilt, dentro de la Universidad de Vanderbilt en Nashville, Tennessee, durante 20 años, de 1975 a 1999. Fue nombrada profesora adjunta de psiquiatría, ascendió a profesora asociada en 1976 y a profesora en 1980. Se jubiló en 1999, y aún conserva un despacho en el campus como profesora emérita. Es becaria de antropología de la Asociación Americana para el Avance de la Ciencia.
Se opone abiertamente a la inmigración y ha pedido una moratoria total de la misma en Estados Unidos. Afirma que los inmigrantes devalúan la mano de obra, agotan los escasos recursos, afectan negativamente a la capacidad de carga y que la inmigración del Tercer Mundo ha provocado un aumento de enfermedades peligrosas en Estados Unidos. Según ella ha rebatido las acusaciones de racismo señalando su amistad con Jesse Lee Peterson.
En una carta a The Washington Times publicada el 30 de septiembre de 2004, rechazó que la informaran como "autodenominada 'separatista racial'", prefiriendo "separatista étnica". La Liga Antidifamación la describió en 2012 como supremacista blanca.
El 29 de junio de 2011, el partido American Third Position (ahora Partido de la Libertad Americana), un partido sólo para blancos, anunció que se había unido a su junta directiva. Más tarde fue nominada como su candidata a la vicepresidencia. Abernethy se presentó a las elecciones a la vicepresidencia de Estados Unidos en 2012 como compañera de fórmula de Merlin Miller, que se presentó a la presidencia, en las elecciones presidenciales estadounidenses de 2012, obteniendo un total de 12.900 votos a nivel nacional.

#### Hipótesis de fertilidad-oportunidad
Sus investigaciones se han centrado en las cuestiones de población y cultura. Su trabajo más conocido descarta la teoría de la transición demográfica, que sostiene que la fecundidad disminuye a medida que las mujeres adquieren más educación y los anticonceptivos están más disponibles. En su lugar, ha desarrollado la "hipótesis de la fertilidad-oportunidad", que afirma que la fertilidad sigue a la percepción de las oportunidades económicas. Un corolario de esta hipótesis es que la ayuda alimentaria a los países en desarrollo sólo agrava la superpoblación. Ha defendido la concesión de microcréditos a las mujeres en lugar de la ayuda internacional porque cree que permiten mejorar la vida de las familias sin provocar un aumento de la fertilidad.
Se ha opuesto a los programas que estimulan el desarrollo económico en los países menos desarrollados por considerar que son contraproducentes. Para el número de diciembre de 1994 de The Atlantic Monthly, escribió un artículo titulado "Optimismo y superpoblación" en el que argumentaba que "los esfuerzos por aliviar la pobreza suelen estimular el crecimiento de la población, al igual que dejar la puerta abierta a la inmigración". Las subvenciones, las ganancias inesperadas y la perspectiva de las oportunidades económicas eliminan la inmediatez de la necesidad de conservar. Los mantras de la democracia, la redistribución y el desarrollo económico aumentan las expectativas y las tasas de fertilidad, fomentando el crecimiento de la población y, por tanto, agudizando una espiral ambiental y económica descendente".

## Cargos desempeñados y publicaciones
De 1989 a 1999, fue editora de la revista académica Population and Environment. También formó parte del consejo editorial de The Citizen Informer, el boletín del Council of Conservative Citizens (CofCC), una organización neoconfederada. También ha aparecido como invitada en el programa de radio afiliado al CofCC, The Political Cesspool, presentado por James Edwards. Abernethy interviene regularmente en las reuniones de la CofCC. En 2004, fue incluida como miembro del consejo editorial de The Occidental Quarterly, una revista nacionalista blanca, en la que permaneció en 2013.  Forma parte de la junta directiva de Carrying Capacity Network, una organización dedicada a la reducción de la inmigración y la sostenibilidad, y también de la junta de Population-Environment BALANCE, que aboga por una moratoria de la inmigración para equilibrar el tamaño de la población con los recursos y la capacidad del medio ambiente para hacer frente a la contaminación.
Abernethy ha escrito o editado varios libros, entre ellos Population Politics: The Choices that Shape our Future (1993) y Population Pressure and Cultural Adjustment (1979). Abernethy ha escrito artículos que han aparecido en Chronicles, The Social Contract Press, The Atlantic Monthly y numerosas revistas académicas. También ha hecho contribuciones ocasionales al weblog VDARE, que han sido publicadas por el Centro de Estudios sobre Inmigración (CIS), una organización que el SPLC califica de grupo de odio. En una entrada de blog difundida por el CIS en 2012, dijo, respondiendo a Karl Rove, el estratega de la administración de George W. Bush, que "los que abogan por la continua inmigración masiva eligen el camino del suicidio nacional."
En una conferencia compartida del  American Third Position de Estados Unidos y el Council of Conservative Citizens en junio de 2018 en el Parque Estatal de Montgomery Bell en Tennessee, Abernethy fue una de las ponentes junto con el supremacista blanco Kevin MacDonald, también miembro destacado de dicho partido, y con el político de extrema derecha David Duke, quien fue el principal orador.
En 2012, la Liga Antidifamación se refirió a Abernathy como una "supremacista blanca descarada", y el Southern Poverty Law Center la calificó de "profesora de odio en toda regla", añadiéndola a una lista de 30 nuevos activistas que encabezan la derecha radical. Abernethy negó ser una "supremacista blanca", prefiriendo describirse como una "separatista étnica".

## Proteger Arizona Now
Participó en la campaña de la Propuesta 200 de Arizona. Fue presidenta de la Junta Consultiva Nacional del comité Protect Arizona Now (PAN) que promovió la Proposición 200 en las elecciones de ese estado en 2004. La Proposición 200, que fue aprobada, limitaba el acceso de los inmigrantes indocumentados a las prestaciones del gobierno y exigía una prueba de ciudadanía para registrarse en el voto.
Durante la campaña, respondió a la pregunta de un periodista sobre sus puntos de vista afirmando que distinguía entre ser separatista y supremacista: "Los grupos tienden a autosegregarse. Sé que no soy una supremacista. Sé que los grupos étnicos se sienten más cómodos con los suyos".